# Trionymus americanus
Trionymus americanus är en insektsart som först beskrevs av Cockerell 1899.  Trionymus americanus ingår i släktet Trionymus och familjen ullsköldlöss. Inga underarter finns listade i Catalogue of Life.